# ルドルフ・フォン・ラインフェルデン
ルドルフ・フォン・ラインフェルデン（ドイツ語: Rudolf von Rheinfelden, 1025年頃 - 1080年10月15日）は、シュヴァーベン公（在位：1057年 - 1079年）、皇帝ハインリヒ4世への対立ローマ王（在位：1077年 - 1080年）に選出された。

## 生涯
ブルグント王家の傍系の出とされる。ライン川の上流、バーゼルの東方に位置するラインフェルデンやブルグント、シュヴァーベンに領地を有していた。1057年に神聖ローマ皇帝ハインリヒ3世の寡婦で摂政位にあったアグネスによってシュヴァーベン公位に就けられた。1059年末には、ハインリヒ3世の三女マティルデをさらって結婚し、ハインリヒ4世の義兄となった。1077年1月にカノッサの屈辱でハインリヒ4世の破門が解かれた後の同年3月、フォルヒハイムにおいて反ハインリヒ4世派によってルドルフは対立王に選出された。ザクセンの有力貴族オットー・フォン・ノルトハイムに支えられたルドルフは、同地において強い支持を得た。これに反発したハインリヒ4世によって、1079年にシュヴァーベン公位を剥奪され、シュヴァーベン大公位はシュタウフェン家のフリードリヒ1世に与えられた。1080年10月15日、ハインリヒ4世との間に起こったエルスターの戦いにおいて右手を失い、その傷がもとで死去した。遺体はメルゼブルク大聖堂に葬られた。

## 結婚と子女
1059年末、マティルデと結婚したが、翌1060年にマティルデは死去した。
- ベルトルト1世（1060年頃 - 1090年） - シュヴァーベン対立公（在位：1079年 - 1090年）

その後1062年にサヴォイア伯女アーデルハイト（オッドーネの次女、皇帝ハインリヒ4世の妃の妹）と再婚し、1男3女を儲けた。
- アグネス（英語版）（1065年頃 - 1111年） - ツェーリンゲン公ベルトルト2世と結婚
- アーデルハイト（英語版）（1065年頃 - 1090年） - ハンガリー王ラースロー1世と結婚
- ベルタ（英語版）（1065年頃 - 1128年以降） - ブレゲンツ伯ウルリヒ10世（英語版）と結婚
- オットー - 早世

ベルトルト1世の生母は不詳であるが、それ以外の子女は皆2番目の妃アーデルハイトの所生である。